# 尻毛橋站
尻毛橋站（日语：／ Shikke-bashi eki */?）是位於岐阜縣岐阜市下尻毛（舊稻葉郡木田村），名古屋鐵道揖斐線的鐵道車站（廢站）。

## 歷史
在1914年（大正3年），揖斐線的前身岐北輕便鐵道開設此站。在1938年（昭和13年），由於長良川進行河道整理工程，包含此站在內的忠節站至尻毛站之間被暫停服務。在翌年1939年（昭和14年）2月重開。在1944年（昭和19年），此站被暫停營業。在1969年（昭和44年）正式廢除。
- 1914年（大正3年）3月29日 - 岐北輕便鐵道忠節站至北方町站（後來名為美濃北方站）之間開通，此站啟用[1][2]。
- 1938年（昭和13年）8月4日 - 由於長良川進行河道整理工程，忠節站至尻毛站之間暫停營業[2][3]。
- 1939年（昭和14年）2月13日 - 近之島（西）站至尻毛站之間重開，此站重開[2]。
- 1944年（昭和19年） - 車站暫停營業[4][2]。
- 1969年（昭和45年）4月5日 - 車站正式廢除[2]。

另外，有書籍記述在此站啟用後不久已經一度暫停營業。在1921年（大正10年），岐北輕便鐵道合併至美濃電氣軌道後，北方線（揖斐線）的里程表，與1935年（昭和10年）名古屋鐵道成立後的《名鐡電車沿線御案內》（名鐵沿線案内圖）中，記述尻毛橋站的里程表相異。

## 車站構造
截至車站廢除前，此站是地面車站，設有1面1線的單式月台。車站位於伊自良川橋樑（名鐵古川橋）西岸（右岸）的河堤上。

## 車站遺址
在伊自良川橋梁西岸河堤中，稍為寬闊的地方都是尻毛橋站遺址。在2005年（平成17年）4月1日揖斐線廢除時，還可看見車站遺蹟。但是隨著伊自良川橋梁被撤去和進行護岸工程。在2009年（平成21年）6月，已經看不見任何車站痕蹟。

## 相鄰車站
名古屋鐵道
揖斐線
旦之島－尻毛橋－尻毛

## 注腳